# Utmaningen (film, 1958)
Utmaningen (italienska: La sfida) är en italiensk dramafilm från 1958 i regi av Francesco Rosi.

## Utmärkelser
Filmen vann Juryns stora pris vid Filmfestivalen i Venedig 1958.

## Rollista i urval
- José Suárez - Vito Polara
- Rosanna Schiaffino - Assunta
- Nino Vingelli - Gennaro
- Decimo Cristiani - Raffaele
- Pasquale Cennamo - don Salvatore Ajello
- José Jaspe - Ferdinando Ajello
- Tina Castigliano - signora de Vito
- Elsa Valentino Ascoli - signora Assunta
- Ubaldo Granata - Califano
- Ezio Vergari - Antonio